# میدان هوایی درواز
فرودگاه درواز (به انگلیسی: Darwaz Airport) یک فرودگاه با کد یاتا DAZ است. این فرودگاه در کنار رود پنج در درواز مرکز ولسوالی درواز در ولایت بدخشان افغانستان، در ارتفاع ۱۳۲۰ متری از سطح دریا واقع شده‌است. در طرف دیگر رود پنج روستای کیفرون در همسایگی تاجیکستان قرار دارد. این فرودگاه دارای باند شنی به ابعاد ۲۱۴۵ در ۱۰۰ فوت (۶۵۴ متر × ۳۰ متر) است. فرودگاه دروازه برای استفاده خصوصی ساخته شده‌است، اما ممکن است برای اهداف شرایط اضطراری توسط سازمان‌های دولتی نیز استفاده شود.
نزدیکترین فرودگاه‌های دیگر به درواز، فرودگاه شغنان در ولسوالی شیغنان در جنوب شرقی، فرودگاه یاوان در ولسوالی یاوان در جنوب و فرودگاه خواهان در ولسوالی خواهان در جنوب غربی هستند.